# Falouel
Falouel ou Falwel est une localité et une commune rurale du Niger, du département de Dosso, région de Dosso.

## Géographie
La localité de Falouel est située à 43 km à l'est du chef-lieu départemental Loga.  
| Loga  | Loga          | Matankari      |
| Mokko | Falouel       | Dogondoutchi   |
| Mokko | Tombokoirey I | Tombokoirey II |

## Histoire
La commune rurale de Falouel instaurée en 2002, est issue d'une partie du canton de Falouel. 

## Population
Lors du recensement général de 2012, la population communale est relevée à 57 564 habitants. La localité compte 5 069 habitants en 2012.

## Localités
La commune s'étend sur 55 villages, 60 hameaux et 21 camps à l'est du département de Loga.

## Services et infrastructures
- Centre de Santé Intégré (CSI) à Falouel, Ayo Koira, Kogou, Mallam Koira, Tégoizé Koira et Toullou Maïmassa[5].
- Collège d'enseignement général (CEG) à Falouel,
- Centre de formation des métiers (CFM) à Falouel.